# 경주남산입곡석불두
경주 남산입곡 석불두(慶州 南山笠谷 石佛頭)는 대한민국 경상북도 경주시 배동 산86-3번지에 있는 불상이다. 1979년 1월 25일 경상북도의 유형문화재 제94호로 지정되었다.

## 개요
경상북도 경주시 배동에 있는 불상으로, 허리 아래와 광배(光背) 일부, 양 손이 없어져 원래 모습을 알 수 없다. 불상 앞에 놓여 있는 연꽃무늬 대좌(臺座)에 불상의 발을 끼웠던 직사각형의 구멍이 있는 것으로 보아 입상이었음을 알 수 있다.
머리에는 상투 모양의 머리묶음이 우뚝 솟아있어 근엄해 보이면서도 부드럽고 균형잡힌 얼굴을 하고 있다. 목에는 3줄의 삼도(三道)가 뚜렷하며, 옷은 양 어깨에 걸치고 있다.
부처의 몸에서 나오는 빛을 형상화한 광배에는 작은 부처가 연꽃모양의 대좌에 앉아 합장하고 있는 모습과 하늘로 날아오르는 모습이 조각되어 있다.
전체적인 조각양식을 볼 때 신라시대 전성기에 만들어진 우수한 여래입상이다.

## 참고 문헌
- 경주남산입곡석불두 - 국가유산청 국가유산포털